# Plutajući dok
Plutajući dok je vrsta plutajućeg objekta, po Pravilniku o plutajućim objektima, odnosno Pomorskom zakoniku RH. Namjena mu nije plovidba, nego služi kao dok. Građen je i opremljen za dizanje i spuštanje - porinuće plovila prilikom radova dokovanja.